# Louise Quinn
Louise Quinn (Blessington, Irlanda; 17 de junio de 1990) es una futbolista irlandesa. Juega como defensora en el Birmingham City de la FA Women's Championship de Inglaterra. Es internacional con la selección de Irlanda.

## Clubes
Quinn debutó profesionalmente en 2004 con el Peamount United. En 2008, capitaneó al equipo hasta la final de la FAI Women's Cup. En 2011, marcó un triplete en la ronda de clasificación de la Liga de Campeones.
Tras casi una década en el Peamount, en 2013 fichó por el Eskilstuna United sueco de la 2ª División sueca, con el que ascendió a la Damallsvenskan. En 2015, el club fue el subcampeón de la liga. Quinn fue nombrada capitana y jugó en los partidos de la Liga de Campeones de 2016.
A pesar de su éxito en el club sueco, decidió firmar un contrato con el Arsenal en 3 de mayo de 2017. Con el club, ganó la FA WSL en la temporada 2018-19.
En julio de 2020 se hizo oficial su llegada a la liga italiana de la mano de la ACF Fiorentina

## Selección nacional
Quinn formó parte de la Selección Sub-17 de Irlanda, haciendo 5 apariciones. Capitaneó a la Sub-19, disputando 25 partidos.
En febrero de 2008, debutó con la selección irlandesa en un partido contra Polonia.

## Clubes
| Club                                 | País       | Año       |
| ------------------------------------ | ---------- | --------- |
| Peamount United                      | Irlanda    | 2004-2012 |
| University College Dublin (préstamo) | Irlanda    | 2010      |
| Eskilstuna United                    | Suecia     | 2013-2016 |
| Notts County Ladies                  | Inglaterra | 2017      |
| Arsenal                              | Inglaterra | 2017-2020 |
| ACF Fiorentina                       | Italia     | 2020-2021 |
| Birmingham City                      | Inglaterra | 2021-2025 |

## Vida privada
La Asociación de Fútbol de Irlanda otorgó a Quinn una beca para estudiar en la University College Dublin. También representó a las universidades irlandesas en las Universiadas de 2009.